# Церковь Пророка Даниила (Новосибирск)
Церковь Пророка Даниила — первая православная церковь Ново-Николаевска (Новосибирска). Была построена рядом с вокзалом железнодорожной станции «Обь» и имела второе название — Вокзальная церковь.
Постройка была осуществлена на средства фонда имени императора Александра III, созданного для строительства церквей и школ в заселяемых районах Сибири. Также на её строительство поступили добровольные пожертвования в размере 10 000 рублей. Освящение церкви состоялось 29 ноября 1898 года. Деревянная церковь имела два престола — во имя пророка Даниила и во имя Преображения Господня (освящён 13 сентября 1913 года).
Церковь была одной из самых богатых в городе. В ней имелось двадцать священнических облачений и восемь диаконских, четыре серебряных напрестольных креста, два напрестольных Евангелия, две серебряные дарохранительницы. Имущество церкви было застраховано на сумму в 30 000 рублей.
Пророко-Данииловская церковь не относилась к Ново-Николаевскому благочинию Томской епархии, а принадлежала к особому благочинию железнодорожных церквей где благочинным был её настоятель священник Григорий Диатроптов. К приходу церкви по состоянию на 1911 год принадлежали женская двухклассная церковно-приходская школа, двухклассное мужское училище Министерства народного просвещения и 6 одноклассных школ.
В начале 1920-х годов церковь Пророка Даниила на непродолжительное время перешла к обновленцам. В 1927 году Запсибкрайисполком закрыл церковь, её имущество было конфисковано, а сам храм как «мешающий движению транспорта и благоустройству города» был закрыт. В 1930-е гг. пустующий храм был разрушен. В настоящее время на месте Пророко-Данииловской церкви находится жилой дом.